# Sala de Sintra

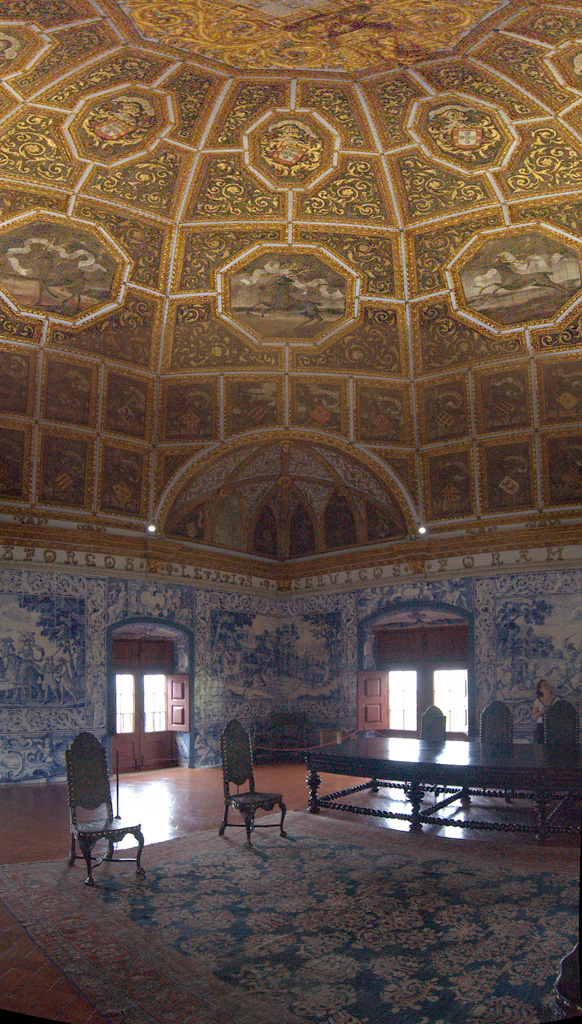
Sala dos Brasões do Palácio Nacional de Sintra

Sala de Sintra ou Sala dos Brasões é uma divisão do Palácio Nacional de Sintra onde estão colocados o brasão de D. Manuel I e 72 brasões de famílias nobres portuguesas. Os brasões estão colocados na cúpula da sala, e terão sido colocados por volta de 1517-1518.

## História
O  Rei Dom Manuel I fez reunir em um conselho todos as famílias mais nobres de Portugal. Incluindo os brasões e insígnias existentes no reino para organizar e normatizar o uso de armas e da concessão de brasões. Este material foi reunido em um livro e escolhidos os 72 brasões das famílias principais da alta nobreza de Portugal, famílias essas, consideradas ilustres em honra, história e bens. Estes 72 brasões foram pintados no teto da Sala dos Brasões do Paço Real de Sintra, atualmente denominado Palácio Nacional de Sintra.
Também conhecida como Sala de Armas, é um dos melhores exemplos da afirmação do poder real. No centro do teto desta sala que mede aproximadamente 14 por 13 metros, estão representadas as armas do Rei Dom Manuel I, circundadas por seis brasões representando sua descendência masculina (os príncipes) e dois brasões em lisonja (em forma de losango) representando sua descendência feminina (as princesas). Abaixo destes estão os setenta e dois brasões da mais notável nobreza da época, dispostos em ordem de importância, que estão assentes no ventre de veados sobre cujas cabeças repousa o timbre de cada família.
| Listagem dos Brasões e sua correspondente localização na Sala de Sintra |                             |                  |
| A - Armas do Rei Dom Manuel I                                           | 3 - Castro                  | 36 - Miranda     |
| B - Infante Dom Yoam                                                    | 7 - Castro (da Penha Verde) | 6 - Meneses      |
| C - Infante Dom Luis                                                    | 63 - Cerveira               | 44 - Mota        |
| D - Infante Dom Fernando                                                | 59 - Coelho                 | 29 - Moura       |
| E - Infante Dom Afonso                                                  | 32 - Corte-Real             | 54 - Nogueira    |
| F - Infante Dom Enrique                                                 | 45 - Costa                  | 1 - Noronha      |
| G - Infante Dom Duarte                                                  | 2 - Coutinho                | 47 - Pacheco     |
| H - Infanta Dona Isabel                                                 | 8 - Cunha                   | 10 - Pereira     |
| I - Infanta Dona Beatriz                                                | 5 - Eça                     | 46 - Pessanha    |
| 42 - Aboim                                                              | 69 - Faria                  | 57 - Pestana     |
| 27 - Abreu                                                              | 18 - Febos Monis            | 64 - Pimentel    |
| 71 - Aguiar                                                             | 61 - Ferreira               | 67 - Pinto       |
| 23 - Albergaria                                                         | 53 - Gama                   | 60 - Queiroz     |
| 14 - Albuquerque                                                        | 65 - Góios                  | 34 - Ribeiro     |
| 24 - Almada                                                             | 56 - Góis                   | 31 - Sá          |
| 16 - Almeida                                                            | 68 - Gouveia                | 39 - Sampaio     |
| 15 - Andrade                                                            | 21 - Henriques              | 62 - Sequeira    |
| 66 - Arca                                                               | 33 - Lemos                  | 52 - Serpa       |
| 4 - Ataíde                                                              | 19 - Lima                   | 13 - Silva       |
| 25 - Azevedo                                                            | 49 - Lobato                 | 48 - Sotomaior   |
| 58 - Barreto                                                            | 30 - Lobo                   | 9 - Sousa        |
| 55 - Bethancourt                                                        | 40 - Malafaya               | 37 - Tavares     |
| 72 - Borges                                                             | 17 - Manuel                 | 20 - Távora      |
| 28 - Brito                                                              | 38 - Mascarenhas            | 50 - Teixeira    |
| 35 - Cabral                                                             | 41 - Meira                  | 51 - Valente     |
| 43 - Carvalho                                                           | 12 - Melo                   | 11 - Vasconcelos |
| 26 - Castel-Branco                                                      | 22 - Mendonça               | 70 - Vieira      |

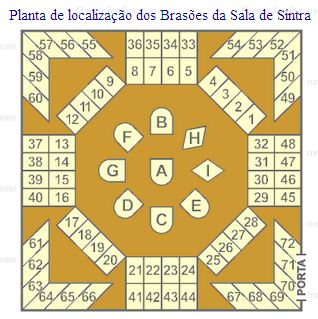
Esquema da localização dos vários brasões presente na Sala de Sintra

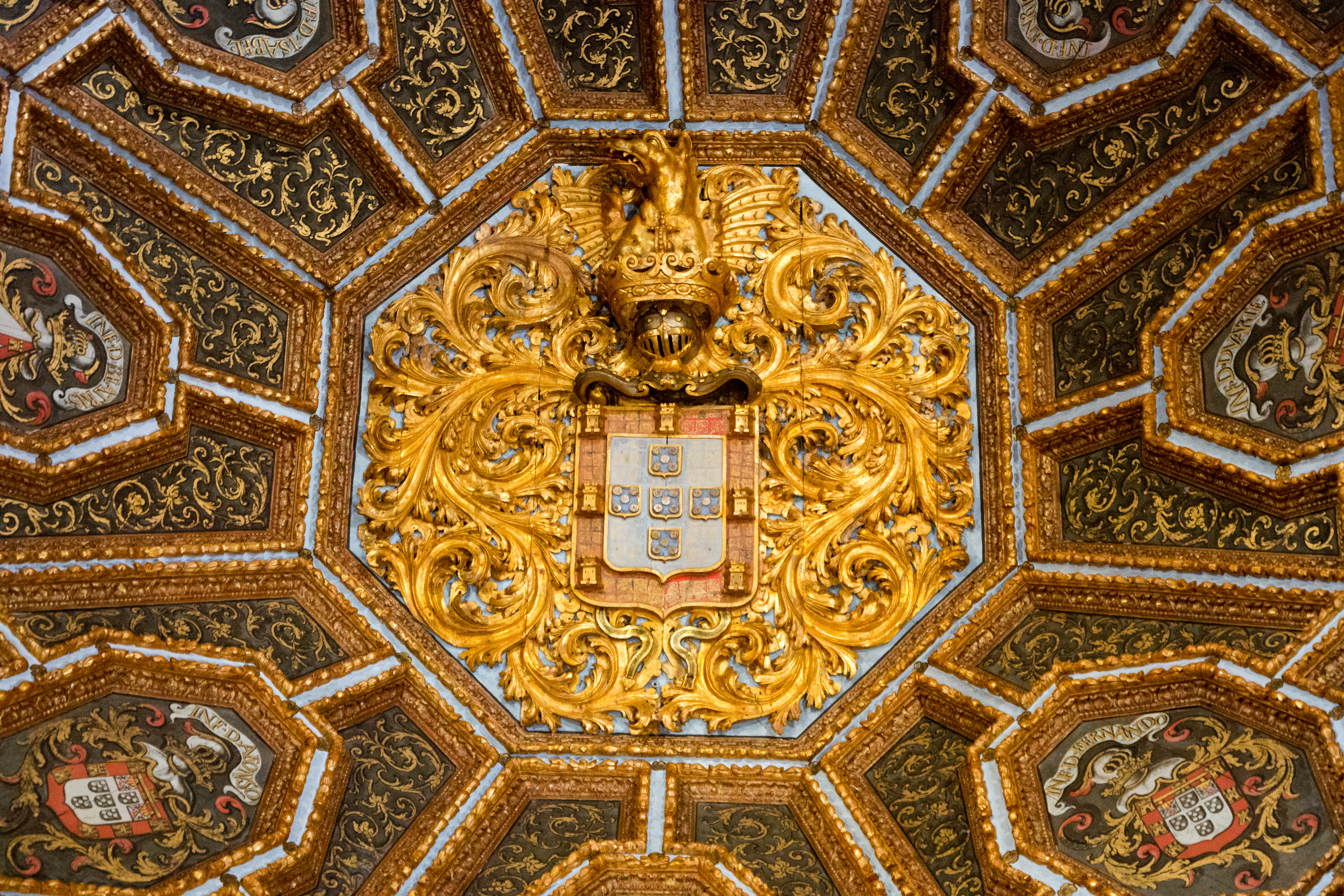
Armas do Rei Dom Manuel I. Em torno, outras armas reais.

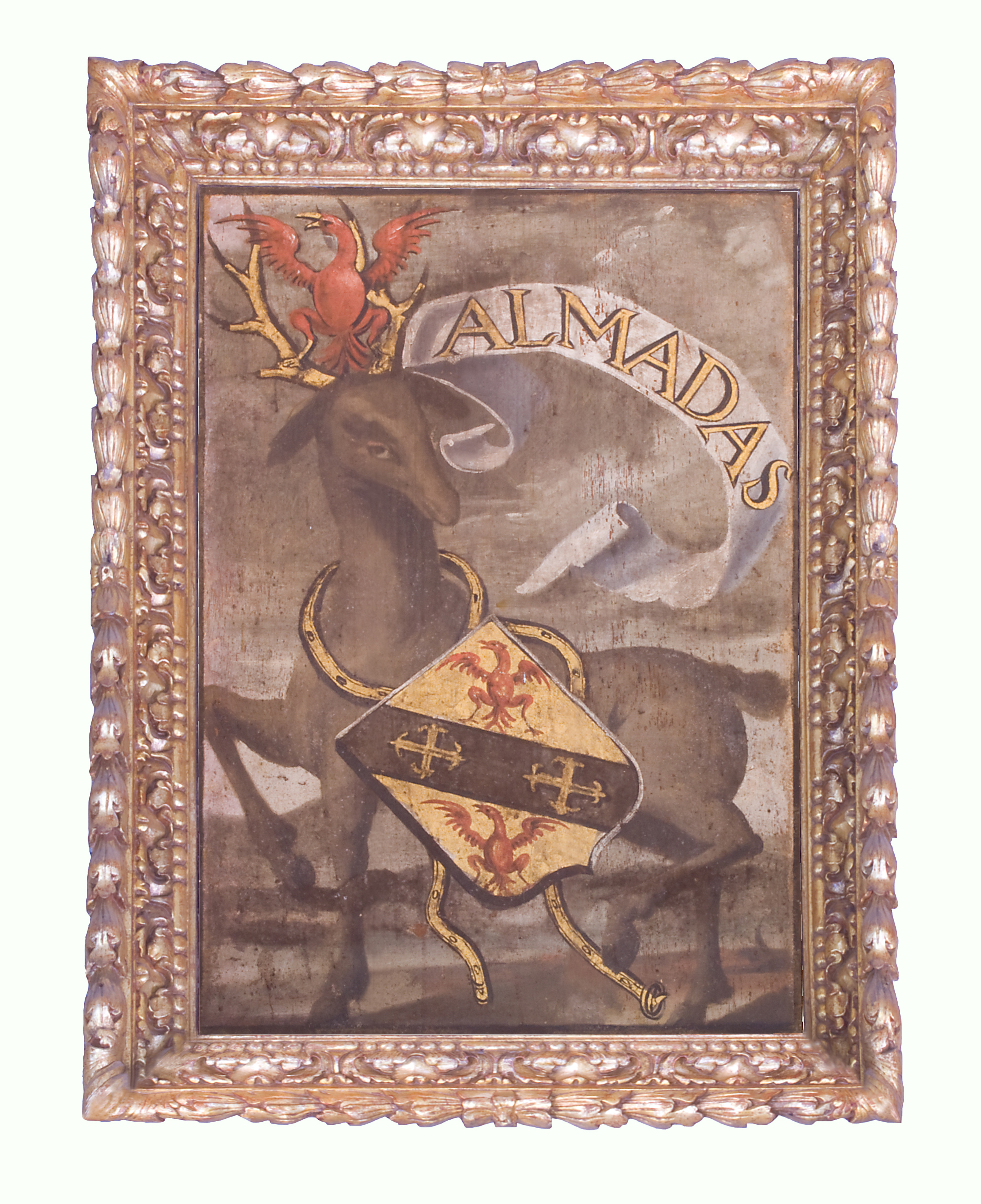
Pintura das Armas dos Almadas, mandadas executar por D. Manuel I no Palácio Nacional de Sintra, editada por Anselmo Braamcamp Freire no seu Livro dos Brasões da Sala de Sintra.

Esta sala e respectivos brasões de armas foram bem descritos por Anselmo Braamcamp Freire, na sua obra Brasões da Sala de Sintra.